# 28636 Vasudevan
28636 Vasudevan è un asteroide della fascia principale. Scoperto nel 2000, presenta un'orbita caratterizzata da un semiasse maggiore pari a 2,3592987 UA e da un'eccentricità di 0,1069636, inclinata di 5,89275° rispetto all'eclittica.